# Juan Cruz Meza
Juan Cruz Meza, (Caá Catí, Corrientes 14 de marzo de 2008) es un futbolista profesional argentino. Juega de mediocampista en el Club Atlético River Plate de la Primera División de Argentina.

## Trayectoria

### Inicios
Nacido en Caá Catí, comenzó jugando al fútbol a muy temprana edad en el Cambá Pora de su Corrientes natal. Allí fue captado por los ojeadores de River Plate, quienes rápidamente se lo llevaron para Buenos Aires.

### River Plate
Surgido del semillero del Club Atlético River Plate, debutó profesionalmente frente a Platense, por la primera fecha del Torneo Clausura 2025, ganando 3-1.

## Selección nacional

### Sub-17
Es Internacional con la Selección de fútbol sub-17 de Argentina, dónde disputó el Campeonato Sudamericano Sub-17 de 2025.

#### Participaciones en Torneos Juveniles
| Campeonato               | Sede     | Resultado              | PJ | GA | Asis |
| ------------------------ | -------- | ---------------------- | -- | -- | ---- |
| Sudamericano Sub-17 2025 | Colombia | Fase final (6.º lugar) | 5  | 1  | 1    |
| Total                    | Total    | Total                  | 5  | 1  | 1    |

## Estadísticas

### Clubes
Actualizado al último partido disputado el 27 de julio de 2025.
| Club                        | Div.          | Temporada     | Liga  | Liga  | Liga   | Copas nacionales | Copas nacionales | Copas nacionales | Copas internacionales | Copas internacionales | Copas internacionales | Total | Total | Total  |
| Club                        | Div.          | Temporada     | Part. | Goles | Asist. | Part.            | Goles            | Asist.           | Part.                 | Goles                 | Asist.                | Part. | Goles | Asist. |
| --------------------------- | ------------- | ------------- | ----- | ----- | ------ | ---------------- | ---------------- | ---------------- | --------------------- | --------------------- | --------------------- | ----- | ----- | ------ |
| C. A. River Plate Argentina | 1.ª           | 2025          | 5     | 0     | 0      | 0                | 0                | 0                | 0                     | 0                     | 0                     | 5     | 0     | 0      |
| C. A. River Plate Argentina | Total club    | Total club    | 5     | 0     | 0      | 0                | 0                | 0                | 0                     | 0                     | 0                     | 5     | 0     | 0      |
| Total carrera               | Total carrera | Total carrera | 5     | 0     | 0      | 0                | 0                | 0                | 0                     | 0                     | 0                     | 5     | 0     | 0      |
| 1. 2.                       |               |               |       |       |        |                  |                  |                  |                       |                       |                       |       |       |        |

## Vida personal
Es hermano del también futbolista Maximiliano Meza. Además, ambos son compañeros de equipo en River Plate.